# 戈爾毛鼻鯰
戈爾毛鼻鯰（学名：Trichomycterus goeldii），為輻鰭魚綱鯰形目毛鼻鯰科的其中一種。分布於南美洲巴西里約熱內盧沿海河流，體長可達9.9公分。

## 扩展阅读
維基物種上的相關：戈爾毛鼻鯰